# Biniam Girmay

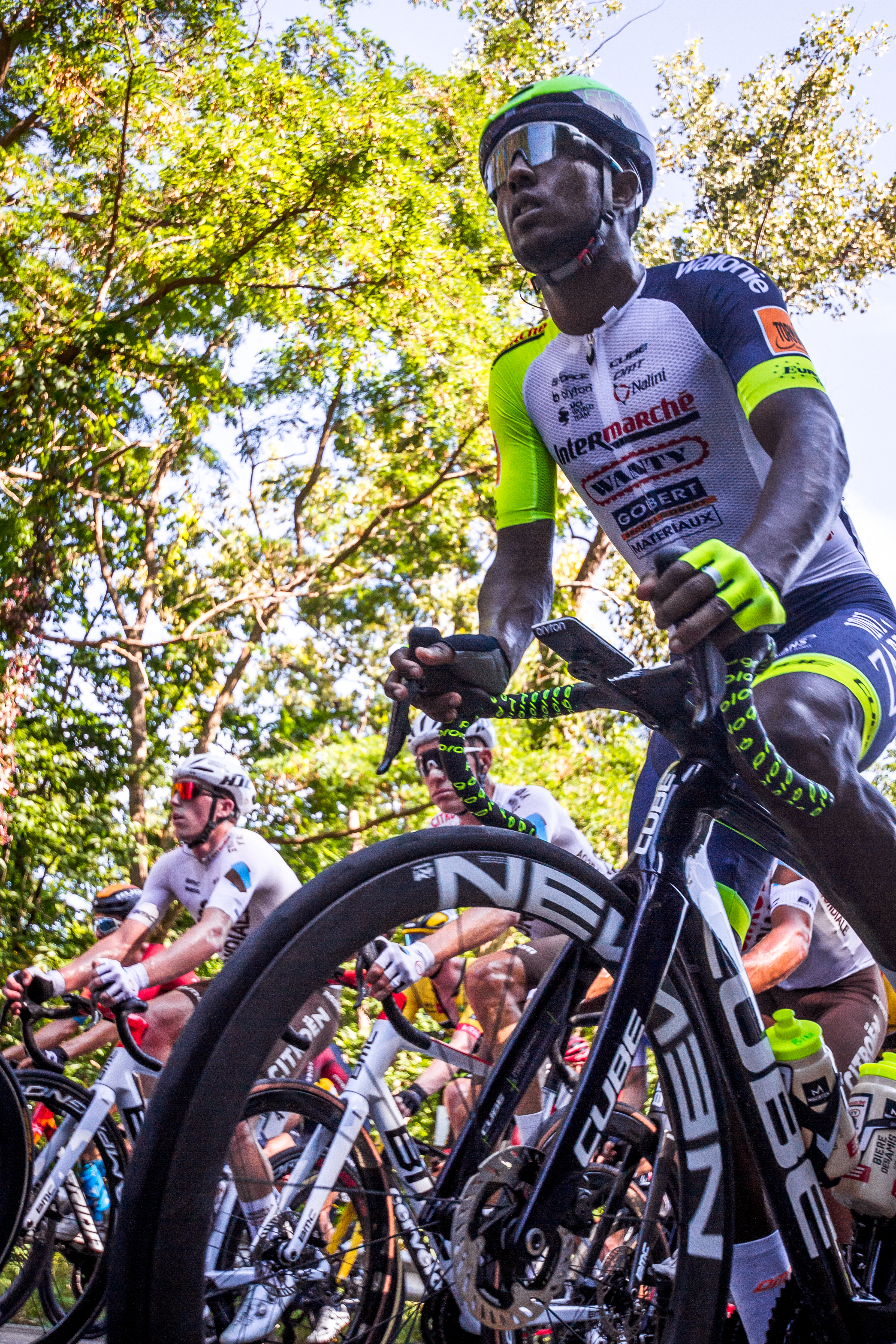
Biniam Girmay beim Grand Prix Cycliste de Montreal (2022)

Biniam Girmay Hailu (Tigrinya ቢንያም ግርማይ; * 2. April 2000 in Asmara) ist ein eritreischer Radrennfahrer. Er ist der erste Afrikaner, der einen Klassiker gewann (Gent–Wevelgem 2022). Zwei Jahre später gewann er als erster Afrikaner die Punktewertung der Tour de France.

## Sportliche Laufbahn
2018 wurde Biniam Girmay dreifacher Junioren-Afrikameister, im Straßenrennen, im Einzelzeitfahren sowie im Mannschaftszeitfahren. Er fuhr in jenem Jahr für die Mannschaft des Centre Mondial du Cyclisme und gewann die erste Etappe des belgischen Junioren-Rennens Aubel-Thimister-Stavelot im Sprint gegen Remco Evenepoel. Beim GP Rüebliland in der Schweiz wurde er Zweiter. Im September startete er bei den Straßenradsport-Weltmeisterschaften 2018 in Innsbruck, belegte im Straßenrennen der Junioren Platz 13 und im Zeitfahren Platz 15. Bei den Olympischen Jugend-Sommerspielen 2018 in Buenos Aires kam er im Straßenrennen auf Rang 14.
Sein erster internationaler Wettbewerb im Erwachsenenbereich war La Tropicale Amissa Bongo 2019 in Gabun, ein Etappenrennen der Klasse 2.1. Hier gewann Girmay für die eritreische Nationalmannschaft gegen die Konkurrenz europäischer Professional Continental Teams im Massensprint die dritte Etappe. Im August wurde er Fünfter der abschließenden Etappe der Tour de l’Avenir, die er auf dem 43. Gesamtrang beendete.
Für das Jahr 2020 erhielt Biniam Girmay einen Vertrag beim französischen UCI ProTeam NIPPO DELKO One Provence. Bei der Tropicale Amissa Bongo gewann er zwei Etappen und die Punktewertung, ehe er sich bei der Trofeo Laigueglia nur dem Italiener Giulio Ciccone geschlagen geben musste. Auch bei der Tour du Rwanda sprintete er zu mehreren Podestplätzen und wurde Zweiter im Abschlusszeitfahren, das über die Mur de Kigali führte. Nach der Rennpause infolge der COVID-19-Pandemie war er Zweiter beim französischen Eintagesrennen Tour du Doubs.
Im August des Jahres 2021 wechselte Biniam Girmay während der Saison zu Intermarché-Wanty-Gobert Matériaux, das als UCI WorldTeam bei den wichtigsten Radrennen startberechtigt war. Sein Debüt für die belgische Mannschaft gab er bei der Polen-Rundfahrt, ehe er mit dem Classic Grand Besançon Doubs seinen ersten Saisonsieg feierte. Nachdem er neuerlich Zweiter der Tour du Doubs geworden war, errang Girmay bei den Straßenweltmeisterschaften in Belgien die Silbermedaille im Straßenrennen der Kategorie U23. Es war die erste WM-Medaille für einen Fahrer aus seinem Heimatland.
Zum Auftakt der Saison 2022 gewann er die Trofeo Alcúdia der Mallorca Challenge im Massensprint. Mit dem fünften Platz beim E3 Saxo Bank Classic erreichte er seine erste Top-Ten-Platzierung in einem Klassiker der World Tour. Nur zwei Tage später gewann er Gent–Wevelgem im Sprint einer vierköpfigen Ausreißergruppe. Damit war er der erste Radprofi aus Afrika, der einen Klassiker für sich entschied. Nach seiner Rückkehr in sein Heimatland wurde er in den Straßen der Hauptstadt Asmara von seinen Landsleuten gefeiert. Beim Giro d’Italia 2022 gewann er als erster Eritreer eine Etappe, als er die 10. Etappe im Sprint in Jesi für sich entscheiden konnte. Zur 11. Etappe konnte er tags darauf jedoch nicht antreten, da ihm bei der Siegerehrung der Korken der Champagnerflasche ins linke Auge geflogen war. Nach seiner Genesung gewann Biniam Girmay das Einzelzeitfahren der eritreischen Meisterschaften und sprintete beim Grand Prix Cycliste de Québec zum dritten Rang. Bei einem seiner letzten Rennen der Saison, dem Grand Prix de Wallonie, musste er sich im Zielsprint auf der Zitadelle von Namur nur dem Niederländer Mathieu van der Poel geschlagen geben.
Im Frühjahr 2023 gewann Girmay eine Etappe der Valencia-Rundfahrt. Bei seinem ersten Auftritt in der Flandern-Rundfahrt stürzte er und musste das Rennen aufgrund einer Gehirnerschütterung aufgeben. Sein Comeback feierte er mit Rang vier bei der Brussels Cycling Classic, ehe er am 12. Juni im Sprint die zweite Etappe der Tour de Suisse vor Arnaud Démare und Wout van Aert gewann. Im Anschluss bestritt er die Tour de France 2023, bei der er im Massensprint der 7. Etappe mit Rang drei seine beste Tagesplatzierung einfuhr.
Zu Beginn der Saison 2024 gewann Biniam Girmay die Surf Coast Classic in Australien. Bei Dwars door Vlaanderen war Girmay in einen schweren Massensturz involviert, ging jedoch dennoch wenige Tage später bei der Flandern-Rundfahrt an den Start, wo er den 59. Platz belegte. Beim Giro d’Italia 2024 kam er auf der 4. Etappe zweimal zu Sturz und gab die Rundfahrt auf. Da er sich jedoch keine schweren Verletzungen zugezogen hatte, stieg er bald wieder ins Renngeschehen ein und gewann den Circuit Franco-Belge. Zudem beendete er mit Rund um Köln und der Brussels Cycling Classic zwei weitere Eintagesrennen auf dem zweiten Platz. Bei der Tour de France 2024 setzte er sich im Sprint der 3. Etappe in Turin durch und gewann so als erster Fahrer aus Eritrea und als erster schwarzer Afrikaner überhaupt einen Abschnitt der Frankreich-Rundfahrt. Auch die 8. und 12. Etappe konnte Girmay im Massensprint für sich entscheiden und übernahm nach dem 5. Abschnitt als erster Eritreer die Führung in der Punktewertung. Diese konnte er bis zum Ende verteidigen.

## Ehrungen
2020, 2021, 2022 sowie 2024 wurde Girmay zu Afrikas Radsportler des Jahres gewählt.

## Erfolge
2018
- Junioren-Afrikameister – Straßenrennen, Einzelzeitfahren, Mannschaftszeitfahren (mit Hager Mesfin, Tomas Yosief und Natan Ghirmay)
- eine Etappe Aubel-Thimister-Stavelot (Junioren)

2019
- eine Etappe La Tropicale Amissa Bongo
- eine Etappe Tour du Rwanda

2020
- zwei Etappen und Punktewertung La Tropicale Amissa Bongo

2021
- Weltmeisterschaft – Straßenrennen (U23)
- Classic Grand Besançon Doubs

2022
- Trofeo Alcúdia
- Gent–Wevelgem
- eine Etappe Giro d’Italia
- Eritreischer Meister – Einzelzeitfahren

2023
- eine Etappe Valencia-Rundfahrt
- eine Etappe Tour de Suisse

2024
- eine Etappe Surf Coast Classic
- Circuit Franco-Belge
- drei Etappen und Punktewertung Tour de France

## Wichtige Platzierungen
| Grand Tour            | 2022 | 2023 | 2024 | 2025 |
| --------------------- | ---- | ---- | ---- | ---- |
| Giro d’ItaliaGiro     | DNF  | –    | DNF  | –    |
| Tour de FranceTour    | –    | 125  | 113  | 132  |
| Vuelta a EspañaVuelta | –    | –    | –    | …    |

| Weltmeisterschaft        | 2022 | 2023 | 2024 | 2025 |
| ------------------------ | ---- | ---- | ---- | ---- |
| StraßenrennenStraße      | 54   | –    | DNF  |      |
| EinzelzeitfahrenEZF      | –    | –    | –    |      |
| MannschaftszeitfahrenMZF | –    | –    | –    |      |

| Monument                 | 2022 | 2023 | 2024 | 2025 |
| ------------------------ | ---- | ---- | ---- | ---- |
| Mailand–Sanremo          | 12   | 28   | 27   | 14   |
| Flandern-Rundfahrt       | –    | DNF  | 59   | 35   |
| Paris–Roubaix            | –    | –    | –    | 15   |
| Lüttich–Bastogne–Lüttich | –    | –    | –    | –    |
| Lombardei-Rundfahrt      | –    | –    | –    |      |